# Mumfu
Mumfu est un village du Cameroun situé dans l’arrondissement (commune) de Zhoa, dans le département de Menchum et dans la région du Nord-Ouest.

## Localisation
Mumfu est situé à environ 76 km de Bamenda, le chef lieu de la Région du Nord-Ouest et à 336 km de Yaoundé la capitale du Cameroun. 

## Population
Lors du recensement de 2005, on a dénombré 179 habitants, dont 96 hommes et 83 femmes.

## Éducation
Il y a une école communautaire construite en 1996. 